# Bartosz Bosacki
Bartosz Bosacki (Poznań, 1975. december 20. –) lengyel válogatott labdarúgó.
A lengyel válogatott tagjaként részt vett a 2006-os világbajnokságon.

## Sikerei, díjai
Lech Poznań
- Lengyel bajnok (1): 2009–10
- Lengyel kupa (2): 2003–04, 2008–09
- Lengyel szuperkupa (1): 2009